# Supercoppa di Polonia 2010 (pallacanestro)
La Supercoppa di Polonia 2010 è la 5ª Supercoppa di Polonia di pallacanestro maschile.
La partita è stata disputata il 6 ottobre 2010 presso la Gdynia Sports Arena di Gdynia tra il Gdynia, campione di Polonia 2009-10 e il AZS Koszalin vincitore della Coppa di Polonia 2010.

## Finale
| Gdynia 6 ottobre 2010, ore 19:00 UTC+2 | Gdynia     | 89 – 78 (26-26, 47-45, 72-53) referto                                                                           | AZS Koszalin | Gdynia Sports Arena |
| \| \| \| \| \| Jagla 22 \| Punti \| 17 Frazier \| \| Brown, Ewing 5 \| Assist \| 6 Miličić \| \| Jagla 9 \| Rimbalzi \| 14 Kinloch \| \| 5 Ewing• 11 Brown• 14 Jagla• 16 Łapeta• 20 Szczotka 10 Wilks• 13 Kostrzewski• 18 Witka• 19 Frasunkiewicz• 21 Varda• 30 Burrell• 34 Hrycaniuk \| Formazioni \| 4 Frazier• 31 Sroka• 34 Kinloch• 41 Gray• 44 Miličić 5 Bartosz• 7 Śnieg• 10 Bieg• 13 Arabas• 14 Curry• 43 Perka \| \| Tomas Pačėsas \| Allenatori \| Charles Barton \| |            | |              |                     |
| |            | |              |                     |
| Jagla 22 | Punti      | 17 Frazier |              |                     |
| Brown, Ewing 5 | Assist     | 6 Miličić |              |                     |
| Jagla 9 | Rimbalzi   | 14 Kinloch |              |                     |
| 5 Ewing• 11 Brown• 14 Jagla• 16 Łapeta• 20 Szczotka 10 Wilks• 13 Kostrzewski• 18 Witka• 19 Frasunkiewicz• 21 Varda• 30 Burrell• 34 Hrycaniuk | Formazioni | 4 Frazier• 31 Sroka• 34 Kinloch• 41 Gray• 44 Miličić 5 Bartosz• 7 Śnieg• 10 Bieg• 13 Arabas• 14 Curry• 43 Perka |              |                     |
| Tomas Pačėsas | Allenatori | Charles Barton                                                                                                  |              |                     |